# Josep Ribera i Cornellà
Josep Ribera i Cornellà   (Gironella, 19 de desembre de 1969), més conegut com a Pep Ribera, és un expilot català de trial, esport en què destacà competint-hi primer en bicicleta i després en motocicleta. Cap a finals de la dècada de 1980 fou un dels millors practicants internacionals de l'aleshores anomenat trialsín (l'actual biketrial), esdevenint l'únic a vèncer Ot Pi durant el seu millor moment de forma, quan quedà Campió del Món en categoria Elit el 1988. Just després d'aquest èxit, Ribera es va passar al trial amb motocicleta, un fet freqüent entre els pilots de renom d'aquell temps.
Actualment, Pep Ribera regenta un establiment comercial anomenat Motos i Bicicletes Pep Ribera, a la seva Gironella natal.

## Trajectòria esportiva
La seva afició pel trialsín començà quan al seu veí i amic David Dot li varen comprar una de les primeres bicicletes creades per a aquest esport, la Montesita T-12. Ribera sempre l'hi demanava per a poder-s'hi entrenar, fins que els seus pares s'adonaren de la seva fal·lera i, quan tenia vora 15 anys, n'hi regalaren una d'encara millor: la Montesita T-15.
Durant aquella època, Ribera compaginava l'entrenament amb la bicicleta i la seva feina a hores en una fàbrica tèxtil, netejant peces. Un bon dia, el berguedà Màrius Pujol el visità a casa seva i el convidà a participar en una prova de trialsín a Castellbell i el Vilar, Bages. Fou la seva primera cursa en la categoria de No Iniciats i la va guanyar. Poc després, Pujol li va oferir feina al seu taller de reparació de bicicletes i, des d'aleshores, la seva progressió dins aquest esport es disparà. Després d'aconseguir uns quants bons resultats, Monty li donà suport oficial i, juntament amb Ot Pi, formà part del primer equip de la marca, gaudint de les darreres novetats tècniques (ambdós varen ser, per exemple, els primers a portar roda gruixuda al darrere i frens hidràulics). Durant els anys 1985 a 1988 varen recórrer Europa amb el famós autocar de la selecció de trialsín.
A partir de 1989, Pep Ribera va canviar la bicicleta per la motocicleta. Al llarg de la seva carrera en el trial motoritzat, pilotà entre d'altres per a les marques Fantic, Montesa i Gas Gas, aconseguint alguns resultats rellevants.

## Palmarès

### Trialsín[4][6]
| Any   | C. del Món | C. d'Esp. | C. de Cat.  | Tro. Gen. Cat. | Títols |
| ----- | ---------- | --------- | ----------- | -------------- | ------ |
| 1985  | -          |           |             |                | -      |
| 1986  | 2n Juvenil |           | 1r          | 1r             | 2      |
| 1987  | 2n Scratch | 1r        | 1r          | 1r             | 3      |
| 1988  | 1r         |           |             |                | 1      |
| Total | 1          | 1         | 2           | 2              | 6      |
|       |            |           | 4 nacionals |                |        |

Notes
1. ↑  Tret que s'indiqui expressament, la classificació consignada l'aconseguí en categoria Elit
2. ↑  Al total de títols s'hi compten tots els campionats nacionals, estatals o internacionals guanyats

### Trial[4]
- Tercer al Campionat d'Espanya en categoria Senior-B (1991)
- Setè al Campionat d'Europa (1994, Gas Gas)
- Guanyador dels Tres Dies de Trial de Santigosa (1995, Gas Gas)
- Campió de Catalunya (2002 i 2003)